# Turn the Page (låt)
Turn the Page är en låt av det kanadensiska bandet Rush. Den släpptes som singel 1987 och återfinns på studioalbumet Hold Your Fire och livealbumet A Show of Hands.
Rush spelade låten live endast på Hold Your Fire-turnén. Totalt spelades "Turn the Page" 80 gånger.